# David di Dinant
David di Dinant (o Davide) (XII secolo – XIII secolo) è stato un filosofo e teologo belga.

## Biografia
Quasi nulla è noto della vita di questo filosofo panteista vissuto fra il XII e il XIII secolo, se non che le sue opere furono condannate nel concilio della provincia ecclesiastica di Sens del 1210, e quindi proibite nel 1215. Nacque a Dinant, nel Principato di Liegi, intorno al 1165. Partì per la Grecia per i suoi studi di medicina, da qui il suo titolo di magister. Nel 1206 divenne cappellano di Innocenzo III. Dal 1207 al 1210, forse insegnò a Parigi. 
Morì intorno al 1214 o 1217, probabilmente a Méan, vicino a Dinant. 
Era un magister, o insegnante, molto probabilmente all'Università di Parigi, e studiò le opere di filosofia della natura di Aristotele che erano state reintrodotte in Europa dopo le Crociate attraverso le traduzioni dall'arabo. Sembra probabile che sia stato particolarmente influenzato dalla fisica e dalla metafisica di Aristotele. Fu a Parigi che la sua opera, intitolata Quaternuli (piccoli quaderni), fu condannata da un consiglio provinciale, nel 1210. Il consiglio era guidato da Pietro di Corbeil, vescovo di Sens, e ordinò che il corpus di opere di Amalrico di Bène fosse bruciato, così come per gli scritti di Davide; fu inoltre proibito leggere le opere di Aristotele sulla filosofia naturale. Chiunque fosse stato in possesso degli scritti di Davide sarebbe stato dichiarato eretico. Una dozzina di pagine dei suoi Quarternuli, in buona parte simili alla sua opera principale De tomis id est de divisionibus, sono state ritrovate nel 1933 da A. Birkenmajer e pubblicate nel 1963.

## Pensiero
Per Davide la filosofia deve "dividere" l'essere, in tre indivisibili: i corpi, le anime e le sostanze separate, da lui definite come "materia" (hyle), Nous e Dio.
"Et haec tria esse unum et idem: ex quo item consequitur esse omnia per essentiam unum" (In II Sent. XVII I,I )
La grossa novità di Davide non è nel dividere l'essere né nel categorizzare hyle o nous, ma nel far rientrare Dio stesso nelle divisioni dell'essere. Nel dare cioè all'essere, nelle sue molteplici caratterizzazioni, e non a Dio, il primato metafisico. È questo il nucleo della sua filosofia e qui risiede la rilevanza della sua figura nella storia della filosofia. Questa sua tendenza panteistica, (nonostante il termine sia un po' riduttivo), attirò l'interesse anche di Giordano Bruno.

## Opere
Frammenti delle sue opere, raccolti sotto il nome di Quadernuli (noti anche come Quaternuli, Quaterni) sono stati pubblicati nel 1963 a Varsavia negli Studia Mediewistyczne, III volume. Parti del testo, con commento su https://www.cairn-int.info/article-E_RMM_034_0419--david-of-dinant-on-the-quaternuli.htm